# 정자관

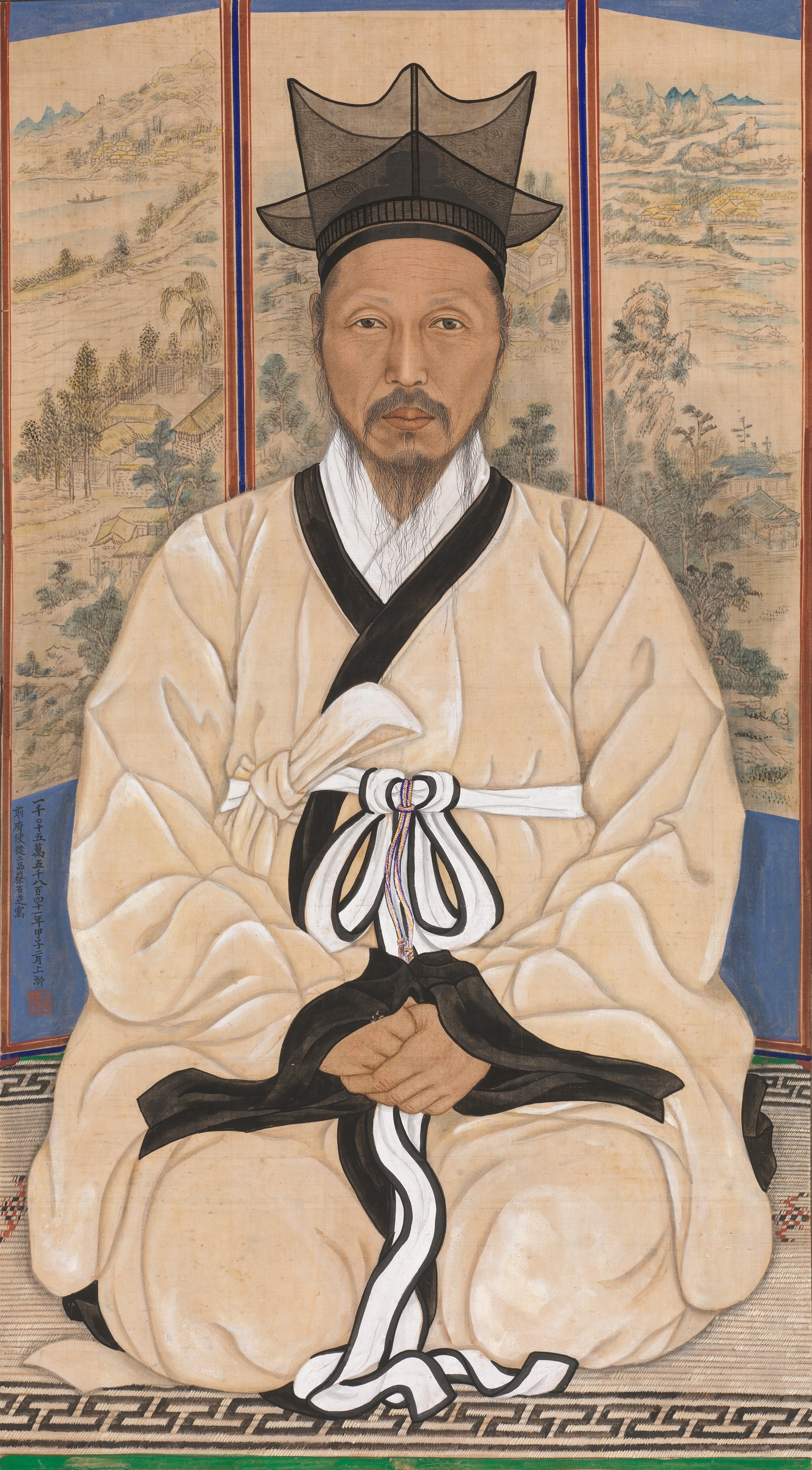
조선왕조의 철학자 정자관을 쓴 채용신

정자관(程子冠)은 관모(冠帽)의 일종이다. 한복과 한복의 전통 남성 모자이다. 최근 오대(五代)에 처음으로 나타났다. 송나라 때 저명한 유학자 성의(程颐)와 성호(程灏)가 이런 모자를 자주 썼기 때문에 성모(程子冠)라고도 불렀다. 정자관의 체계는 송나라의 통 모양의 동포모자를 본따 약간 변형한 것이다. 주로 말꼬리털로 엮은 모자로, 조선시대 상류층인 양반 남자들이 쓰던 모자였다. 격식을 갖춘 모자인 갓 대신 일상적인 모자로 주로 집에서 착용했다. 정자관은 말털로 만든다.

## 같이 보기
- 갓
- 아얌
- 한복